# 下田川
下田川（しもだがわ）は、高知県を流れる延長約14kmの二級河川である。流域面積は約18km2におよぶ。江戸時代には、稲生鉱山で採掘された石灰を運び出すための航路として利用されていた。

## 流路
高知県南国市包末付近に源を発し、物部川から取水された農業用水を集めながら南西へ流れる。汽水域の有る川のように見えるが、流入量が極端に少ないため、極端に細長い入江である。入江の為、潮の満ち引きなどで、水位は時間によって大きく異なる。見た目から、生活用水が注ぎ込む汚い川と思われがちだが、多くの生活用水は、浄化槽で浄化されており、農業用水の方が圧倒的に多く流れ込んでいるため、さほど汚染されてはいない。むしろ、海藻やシジミやアカメなどの海洋生物が豊富で、非常に栄養価の高い水質である。樋詰川・介良川と合流して高知市五台山で浦戸湾に注ぐ。

## 支流
- 本江田川
- 宮ノ谷川
- 鳴谷川